# Curzay-sur-Vonne
Curzay-sur-Vonne è un comune francese di 469 abitanti situato nel dipartimento della Vienne nella regione della Nuova Aquitania.

## Società

### Evoluzione demografica
Abitanti censiti